# Nguyễn Trinh Thi
Nguyễn Trinh Thi (Hanói, 1973)es una cineasta, documentalista y videoartista independiente vietnamita. Estudió periodismo, fotografía, relaciones internacionales y cine etnográfico en Estados Unidos.

## Trayectoria
Nguyễn Trinh Thi obtuvo una licenciatura en Artes en ruso e inglés del Hanoi Foreign Studies College, en 1994; una maestría en Periodismo Profesional, de la Universidad de Iowa, en 1999; y una Maestría en Asuntos Internacionales del Pacífico, de la Universidad de California en San Diego, en 2005.
En 2005 decidió regresar a Vietnam para tener una carrera como cineasta independiente en una época en la que este concepto era todavía extraño y hacer películas era muy difícil debido a la censura.
En 2009, fundó y se convirtió en la directora del Hanoi DocLab, un centro educativo y estudio para la producción de películas documentales y videoarte, con sede en el edificio del Instituto Goethe de Hanói. En Vietnam, las películas documentales habían sido principalmente del dominio del Estudio Documental y Científico, que producía películas por orden del gobierno. La escena del cine documental libre era prácticamente inexistente por numerosas razones: no había acceso a oportunidades de trabajo, ni presupuestos de producción y tampoco canales de distribución, así como oportunidades de formación, contactos con la escena internacional y conocimiento sobre las tendencias de desarrollo del cine documental en otras partes del mundo. A esto se sumó la presión de la censura y la falta de interés del público en general, que equiparaba los documentales con la propaganda. Así pues, había muchos obstáculos de diferente índole que impedían el desarrollo de una cultura del cine documental en el país.
En 2007, fundó el Foro Independiente de Documentales y Cine Experimental de Hanói (Hi-DeFF) para fomentar el cine independiente en Vietnam y la colaboración entre artistas, cineastas y otras personas, que celebra proyecciones quincenales de documentales y cine experimental en Hanói.
Ha producido películas documentales y experimentales que se han proyectado en festivales de cine de Estados Unidos, China, Camboya, Indonesia, Brasil y Europa.
Ha participado en exposiciones internacionales como la Women in Between: Asian Women Artists 1984-2012 (Fukuoka Asian Art Museum, Japón, 2012), la Bienal de Kuandu (Taiwán, 2010), la Bienal de Singapur 2013, la Bienal de Yakarta 2013, Move on Asia: Video Art in Asia 2002 to 2012 (ZKM Museum of Contemporary Art, Alemania, 2013), 5.ª Trienal de Fukuoka (Museo de Arte Asiático de Fukuoka, Japón, 2014), Bienal de Arte Asiático, (Taipéi, Taiwán, 2015);  No Soul For Sale 2, en el Tate Modern, Londres; o en el CAPC Musée d'Art Contemporain de Bordeaux. Dos de sus trabajos en video, Love Man Love Woman (2007) y Letters from Panduranga (2015) se exhibieron en el Centro de Arte Contemporáneo de la NTU de Singapur (NTU CCA Singapur) para la exposición Ghosts and Spectres—Shadows of History, que finalizó en noviembre de 2017.
En 2024, su trabajo fue exhibido en la 60.ª Bienal de Venecia, junto a otros 56 artistas en la obra colectiva Disobedience Archive.
También ha participado diferentes festivales de cine, como el Festival Internacional de Cortometrajes de Oberhausen, el Festival Internacional de Cine Jean Rouch o el Documenta.

## Obra
Es conocida por su enfoque personal, poético a las distintas capas que conllevan las historias polémicas y acontecimientos actuales a través de experimentos con la imagen en movimiento. Considerada una de las pioneras del cine independiente de Vietnam, es la artista de video más notable de arte contemporánea de su país natal. Desempeña un papel importante en el cine nacional, con obras exhibidas en festivales y exposiciones internacionales.
Sus trabajos se centran en cuestiones sociales y culturales, especialmente en la compleja y traumática historia de Vietnam y sus secuelas actuales.En sus documentales más largos, emplea imágenes calmadas y tranquilas, evitando las voces en off para permitir que la gente de su país hable directamente a la cámara. Su práctica diversa ha investigado consistentemente el papel de la memoria en la necesaria revelación de historias ocultas, desplazadas o malinterpretadas, y ha examinado la posición de los artistas en la sociedad vietnamita. Las obras de Nguyen abordaron las historias no  contadas de Vietnam y cuestionaron las agendas nacionales y las normas sociales. Su tratamiento matizado de contenidos provocativos y políticos encapsula las complejidades de la historia del sudeste asiático y el desconcertante (y a veces frustrante) papel del artista que trabaja dentro de este marco sociopolítico multifacético.
A menudo hace uso de material documental original o emprendiendo un extenso trabajo de campo de investigación. Sus materiales son diversos: desde vídeos y fotografías tomadas por ella misma hasta los que fueron apropiados por diversas fuentes, incluidas fotos de prensa, vídeos corporativos y películas clásicas. Su práctica no respeta los límites entre el cine y el videoarte, la instalación y la performance.
Le interesa la historia, la verdad y los temas tabú. Da voz a las personas marginadas de la sociedad, a aquellos que han sufrido traumas en el pasado. Es una cineasta que se atreve a cuestionar la historia de su país, una que difiere de la reconstrucción que producida por la propaganda. Hace búsquedas no solo de la realidad, sino también de imágenes. En su búsqueda, experimenta constantemente con nuevas estructuras. En el centro de su obra, hay una exploración progresiva de su visión personal, presta atención a los detalles gestuales, a los rostros expresivos de las personas que se exponen y que emergen del telón de fondo de un mundo caótico, con una mirada silenciosa, ansiosa, humanista.

### Filmografía (selección)
- A Chungking Road Opening, documental, 20 minutos, vídeo, color (2005) [26]
- Love Man Love Woman, documental, 52 minutos, vídeo, color (2007).[6][27]
- 93 Years, 1383 Days, documental experimental, 30 minutos, vídeo, color (2008)
- Terminal, vídeo, monocanal, 5 minutos, color (2009)
- Spring Comes Winter After, vídeo experimental, 6 minutos, color (2009)
- Song to the Front, película experimental, 5 minutos, blanco y negro (2011) (n.° 1 en el proyecto Vietnamese Classics Re-Cut Series)[28][29]
- Unsubtitled, instalación de vídeo (varios bucles), vídeo HD, color (2011)
- Chronicle of a Tape Recorded Over, documental experimental, 25 minutos, vídeo, color (2011)
- Jo Ha Kyu, película experimental, 10 minutos, vídeo HD, color (2012)
- I Died for Beauty, película experimental, 7 minutos, video HD, color (2012)
- Letters from Panduranga (2015)
- Eleven men (2016)[30]

### Fotografía (selección)
Dentro de su trabajo fotográfico, se encuentra Landscape Series #1, de 2013, que reflexiona sobre la idea del paisaje "como testigo silencioso de la historia". Durante su búsqueda de fotografías, encontró cientos de imágenes de personas no identificadas en paisajes en la misma posición: señalando para indicar un evento pasado, la ubicación de algo desaparecido o perdido. En estas imágenes, las figuras están todas en una pose similar, señalando algo invisible en la distancia: un drama, una desaparición, un episodio trágico, algo que claramente parece representar una amenaza pasada o presente, una brecha enorme que, como no se puede ver, solo se puede señalar. En conjunto, estos testigos anónimos, retratados con una uniformidad convincente por innumerables fotógrafos de prensa vietnamitas, parecen indicar una dirección, un camino para salir del pasado, un viaje ficticio.